# I Love Youより愛してる
「I Love Youより愛してる」（アイ・ラブ・ユーよりあいしてる）は、アン・ルイスの22枚目のシングル。1983年10月21日にビクター音楽産業から発売された。規格品番はSV-7343。

## 概要
表題曲の作詞は、「ラ・セゾン」以来2度目となる三浦百恵こと山口百恵。作曲は前作「LUV-YA」に続いてNOBODYが手掛けている。
同年12月21日には、本シングルと同タイトルのアルバムも発売された。
B面曲「You And I」の歌詞は全編英語で書かれており、アン・ルイス本人が手掛けている。

## 収録曲
1. I Love Youより愛してる　(3分12秒)
作詩: 三浦百恵 / 作曲: NOBODY / 編曲: 西慎嗣
2. You And I　(3分50秒)
作詩: Annie / 作曲: Annie, Shinji / 編曲: 西慎嗣

## カバー
I Love Youより愛してる
- NOBODY（1984年4月5日、「LET ME BE」というタイトルで、ライブアルバム『LIVE ワン!』収録、セルフカバー）

## 参考資料
- オリコン『SINGLE CHART-BOOK COMPLETE EDITION 1968-2005』オリコン・マーケティング・プロモーション、2006年4月。ISBN 9784871310765。